# Hancock County (Maine)
Hancock County is een county in de Amerikaanse staat Maine.
De county heeft een landoppervlakte van 4.112 km² en telt 51.791 inwoners (volkstelling 2000). De hoofdplaats is Ellsworth.